# 음암초등학교
음암초등학교는 대한민국 충청남도 서산시 음암면 도당리에 있는 공립 초등학교이다.

## 학교 연혁
| 1929년 | 6월 20일 | 음암공립보통학교(4년제) 개교설립인가 3월 31일 |
| 1936년 | 3월 1일  | 6년제 승격                                    |
| 1938년 | 4월 1일  | 음암공립심상소학교로 개칭                     |
| 1941년 | 4월 1일  | 음암공립국민학교로 개칭                       |
| 1947년 | 4월 1일  | 음암국민학교로 개칭                           |
| 1981년 | 3월 1일  | 병설유치원 개원                               |
| 1996년 | 3월 1일  | 음암초등학교로 개칭                           |
| 2016년 | 2월 16일 | 제84회 졸업식(총 10,895명)                    |
| 2016년 | 3월 1일  | 제30대 한석천 교장 취임                       |
| 2016년 | 3월 1일  | 초등학교 15학급, 유치원 1학급 편성            |
| 2017년 | 2월 7일  | 제85회 졸업(졸업생 총10,947명)                |
| 2017년 | 3월 1일  | 초등학교 15학급, 유치원 1학급 편성            |

## 학교 상징
- 교화 - 영산홍 : 철쭉목 철쭉과의 상록관목. 높이 0.5~1.5m. 줄기는 한 포기에서 여러 갈래로 갈라지며, 5월 하순에서 7월에 걸쳐 가지 끝에 홍적색의 꽃이 1개, 드물게는 2개 핀다. 꽃받침은 깊게 5개로 갈라지며 작고 수술은 4개이며, 분재나 정원수로 널리 관상된다.
- 교목 - 소나무 : 소나무는 생활과 밀접한 관련을 가지며, 소나무 숲은 좋은 자연환경을 제공하며 많은 임수 중에서 소나무 숲이 단연 많다. 또한, 소나무는 장수의 상징으로 십장생의 하나로 여겨져 왔다. 눈서리를 이겨내고 항상 푸른 빛을 띠는 장엄한 노목은 곧은 절개와 굳은 의지를 상징하며 애국가에도 등장한다.
- 교조 - 비둘기 : 비둘기목 비둘기과에 속하는 새의 총칭. 한번 맺어진 암수 1쌍은 영속된다. 비둘기는 나무 열매나 풀의 씨를 먹이로 하는데, 소수의 종은 달팽이 등 작은 동물도 잘 먹는다.

## 참고 자료
- 음암초등학교 - 한국교육학술정보원 학교알리미